# Marreese Speights
Marreese Speights (St. Petersburg, 16 de outubro de 1982) é um jogador norte-americano de basquete profissional que atualmente joga pelo Orlando Magic, disputando a National Basketball Association (NBA). Foi draftado em 2008 pelo  Philadelphia 76ers.

## Estatísticas na NBA
| † | Temporada que foi campeão |

### Temporada regular
| Ano      | Equipe       | PJ  | PT | MPP  | %TC  | %3P  | %TL  | RPP | APP | ROB | TPP | PPP  |
| -------- | ------------ | --- | -- | ---- | ---- | ---- | ---- | --- | --- | --- | --- | ---- |
| 2008-09  | Philadelphia | 79  | 2  | 16.0 | .502 | .250 | .773 | 3.7 | .4  | .3  | .7  | 7.7  |
| 2009-10  | Philadelphia | 62  | 1  | 16.4 | .477 | .000 | .745 | 4.1 | .6  | .5  | .5  | 8.6  |
| 2010-11  | Philadelphia | 64  | 1  | 11.5 | .495 | .250 | .753 | 3.3 | .5  | .1  | .3  | 5.4  |
| 2011-12  | Memphis      | 60  | 54 | 22.4 | .453 | .000 | .771 | 6.2 | .8  | .4  | .5  | 8.8  |
| 2012-13  | Memphis      | 40  | 2  | 14.5 | .429 | .400 | .716 | 4.7 | .5  | .3  | .7  | 6.6  |
| 2012-13  | Cleveland    | 39  | 1  | 18.5 | .457 | .200 | .806 | 5.1 | .7  | .4  | .7  | 10.2 |
| 2013-14  | Golden State | 79  | 3  | 12.4 | .441 | .258 | .821 | 3.7 | .4  | .1  | .4  | 6.4  |
| 2014-15† | Golden State | 76  | 9  | 15.9 | .492 | .278 | .843 | 4.3 | .9  | .3  | .4  | 10.4 |
| 2015-16  | Golden State | 72  | 0  | 11.6 | .432 | .387 | .825 | 3.3 | .8  | .3  | .5  | 7.1  |
| Total    | Total        | 571 | 73 | 15.2 | .467 | .305 | .791 | 4.1 | .6  | .3  | .5  | 7.8  |

### Playoffs
| Ano   | Equipe       | PJ | PT | MPP  | %TC  | %3P  | %TL  | RPP | APP | ROB | TPP | PPP |
| ----- | ------------ | -- | -- | ---- | ---- | ---- | ---- | --- | --- | --- | --- | --- |
| 2009  | Philadelphia | 3  | 0  | 9.7  | .429 | .000 | .750 | 2.0 | .0  | .0  | .0  | 3.0 |
| 2011  | Philadelphia | 2  | 0  | 10.5 | .167 | .000 | .000 | 3.0 | .5  | .0  | .5  | 2.0 |
| 2012  | Memphis      | 7  | 0  | 14.3 | .488 | .000 | .600 | 4.3 | .3  | .4  | .4  | 6.6 |
| 2014  | Golden State | 7  | 0  | 9.7  | .528 | .000 | .500 | 3.1 | .4  | .3  | .6  | 6.3 |
| 2015† | Golden State | 10 | 0  | 6.7  | .333 | .000 | .600 | 2.1 | .4  | .4  | .3  | 3.7 |
| 2016  | Golden State | 24 | 0  | 8.4  | .390 | .419 | .774 | 2.0 | .5  | .1  | .3  | 5.6 |
| Total | Total        | 53 | 0  | 9.2  | .406 | .419 | .667 | 2.5 | .4  | .2  | .4  | 5.2 |